# Slavic Review
Slavic Review ist eine quartalsweise erscheinende, international und interdisziplinär ausgerichtete Fachzeitschrift zu Osteuropa, insbesondere zu Russland, dem Kaukasus, Zentralasien in Vergangenheit und Gegenwart. Es handelt sich um die Mitgliederzeitschrift der 1948 gegründeten Association for Slavic, East European, and Eurasian Studies (ASEEES).
Die Fachzeitschrift geht auf das Jahrbuch The Slavonic Year-Book (1941) zurück. Die Zeitschrift erschien zwischen 1943 und 1944 unter dem Titel The Slavonic and East European Review. American Series und zwischen 1945 und 1961 unter dem Titel The American Slavic and East European Review. Seit 1961 erschien sie unter ihrem heutigen Namen.